# Justyna Wojtowicz
Justyna Wojtowicz z domu Sosnowska (ur. 14 czerwca 1992 w Górowie Iławeckim) – polska siatkarka, grająca na pozycji środkowej. Była reprezentantka Polski juniorek.
Jej mężem jest trener siatkarski Marcin Wojtowicz.

## Sukcesy klubowe

### młodzieżowe
Mistrzostwa Polski Juniorek:
- 2010, 2011

### seniorskie
Orlen Liga:
- 2015

Memoriał Agaty Mróz-Olszewskiej:
- 2018